# Eupithecia flavofasciata
Eupithecia flavofasciata là một loài bướm đêm trong họ Geometridae.